# Megachile tasmanica
Megachile tasmanica är en biart som beskrevs av Cockerell 1916. Megachile tasmanica ingår i släktet tapetserarbin, och familjen buksamlarbin. Inga underarter finns listade i Catalogue of Life.